# Richard Bessière
Richard Bessière (Béziers, 1923. augusztus 20. – Béziers, 2011. december 22.) francia tudományos-fantasztikus és kémtörténet-író.

## Élete
A Fleuve Noir nevű ponyvakiadó egyik legnépszerűbb alkotója volt. Halála után egy évvel szülővárosában utcát neveztek el róla. Első tudományos-fantasztikus sorozata, a Conquérants de l’Univers (1951–1954) egy csoport emberről szól, akiket Bénac professzor vezet, a Meteor nevű űrhajó feltalálója. A sorozat az ő naprendszeren belüli utazásukat és kalandjaikat mesélte el. Legsikeresebb sorozata Sydney Gordon amerikai újságíró, fia, a kétbalkezes Bud, felesége Margaret és két tudósbarátjuk, Archie és Gloria Brent kalandjairól szól. A sorozat először űrlények és másik dimenzióból érkező támadók inváziójával foglalkozott komoly hangnemben, ám hamarosan szatirikus fordulatot vett a történet. Bessière másik népszerű sorozata Dan Seymour-ról szól, aki leginkább egy futurisztikus James Bond-i hőshöz hasonlítható.
Számos önálló regényt is írt, ezek a horror és a sci-fi érdekes keverékei. Az emberiséget leigázni akaró szörnyű idegenek szerepelnek Escale chez les Vivants (1960) című munkájában. A Földet megtámadó, az emberénél jóval fejlettebb gonosz idegenekről, akik egyetlen gyengesége a hang szól Maîtres du Silence (1965) című munkája. Cette Lueur Qui Venait Des Ténèbres (1967) című regénye félelmetes parazitákat mutat be. A mutánsok és más halálos létformák által uralt posztapokaliptikus Földről szól az Alpha Légion (1961). Les Sept Anneaux de Rhéa (1962) című műve a Földet hét koncentrikus rétegből álló bolygónak írta le, amelynek közepén a pokol található. Les Marteaux de Vulcain (1969) egy rémálomszerű bolygóról szól, ahol a túlélés szinte lehetetlen. Magyar nyelven egyetlen novellája jelent meg a Galaktika 9. számában 1974-ben, A miniszter szakálla címen.
Fantasztikus munkákon kívül csaknem száz kémtörténet is fűződik nevéhez, ezeket F.-H. Ribes írói álnév alatt jelentette meg. Csaknem az összes ilyen történetének a főhőse egy Gérard Lecomte nevű szuperkém.

## Fordítás
- Ez a szócikk részben vagy egészben  a   Richard Bessière című angol Wikipédia-szócikk ezen változatának fordításán alapul.  Az eredeti cikk szerkesztőit annak laptörténete sorolja fel. Ez a jelzés csupán a megfogalmazás eredetét és a szerzői jogokat jelzi, nem szolgál a cikkben szereplő információk forrásmegjelöléseként.